# Халимохирурги
Халимохирурги (лат. Halimochirurgus) — род морских лучепёрых рыб из семейства триакантодовых (Triacanthodidae) отряда иглобрюхообразных. Распространены в Индо-Тихоокеанской области. Длина их тела от 15 см (H. centriscoides) до 21,6 см (H. alcocki). Отличаются сильно удлинённым трубчатым рылом.

## Виды
В составе рода выделяют 2 вида:
- Halimochirurgus alcocki Weber, 1913 — Филиппинский халимохирург
- Halimochirurgus centriscoides Alcock, 1899 — Индоокеанский халимохирург